# محمد خلفان (بازیکن فوتبال، زاده ۱۹۹۲)
محمد خلوان (انگلیسی: Mohammed Khalvan؛ زادهٔ ۲۹ دسامبر ۱۹۹۲) بازیکن فوتبال اهل امارات متحده عربی است.